# Cenchridium
Cenchridium es un género de foraminífero bentónico considerado un sinónimo posterior de Oolina de la Subfamilia Oolininae, de la Familia Ellipsolagenidae, de la Superfamilia Nodosarioidea, del Suborden Lagenina y del Orden Lagenida. Su especie-tipo era Cenchridium sphaerula. Su rango cronoestratigráfico abarcaba el Holoceno.

## Discusión
Clasificaciones previas incluían Cenchridium en la Superfamilia Nodosarioidea.

## Clasificación
Cenchridium incluía a las siguientes especies:
- Cenchridium aargovense, considerado sinónimo posterior de Oolina globosa
- Cenchridium armatum, aceptado como Fissurina armatum
- Cenchridium capense, aceptado como Oolina capense
- Cenchridium dactylus, considerado sinónimo posterior de Oolina emaciata
- Cenchridium globosum, aceptado como Oolina globosa
- Cenchridium incurvum, aceptado como Oolina incurvum
- Cenchridium novaezelandiae, aceptado como Fissurina novaezelandiae
- Cenchridium oliva, considerado sinónimo posterior de Oolina globosa
- Cenchridium pyrum, aceptado como Fissurina pyrum
- Cenchridium rugulosum, aceptado como Lagena rugulosa
- Cenchridium spectabile, aceptado como Fissurina spectabile
- Cenchridium sphaerula, aceptado como Oolina sphaerula
- Cenchridium tridactylum, aceptado como Lagena tridactyla